# Ba chàng ngự lâm phần 2
Ba chàng ngự lâm phần 2 (tựa tiếng Anh: The Hangover Part II) là một bộ phim hài Mỹ do hãng Legendary Pictures sản xuất vào năm 2011 và được hãng Warner Bros phát hành. Đây là phần tiếp theo của phim Ba chàng ngự lâm năm 2009 và cũng là phần thứ hai của bộ ba phim. Phim do Todd Phillips đạo diễn và đồng viết kịch bản với Craig Mazin và Scott Armstrong, gồm có các diễn viên Bradley Cooper, Ed Helms, Zach Galifianakis, Ken Jeong, Jeffrey Tambor, Justin Bartha và Paul Giamatti. Bộ phim kể về chuyến du lịch tới Thái Lan của cả nhóm gồm Phil, Stu, Alan và Doug nhằm ăn mừng lễ cưới của Stu. Sau sự kiện ở Las Vegas, Stu chỉ muốn có một đám cưới đơn giản tuy nhiên mọi chuyện lại không như mong đợi, cả nhóm lại say xỉn và quên hết mọi chuyện xảy ra đêm trước đó.
Bộ phim được triển khai vào tháng 4/2009, khoảng 2 tháng trước khi phần đầu tiên được ra rạp. Dàn diễn viên được giữ nguyên từ phần 1 tới phần 2. Quá trình sản xuất được bắt đầu vào tháng 10/2010 ở Ontario, California trước khi chuyển tới địa điểm ghi hình ở Thái Lan. Bộ phim được ra rạp vào ngày 26/5/2011 và là bộ phim dán nhãn R có doanh thu cao nhất so với những phim khác cùng thời điểm ra rạp.
Phần ba cũng là phần cuối cùng được ra rạp vào ngày 23/5/2013.

## Nội dung
Hai năm sau những sự kiện xảy ra ở Las Vegas trong phần phim trước, bốn người bạn Phil, Stu, Doug và Alan du lịch tới Thái Lan để dự đám cưới của Stu và Lauren. Em trai của Lauren là Teddy cũng tham gia chuyến đi này dù Alan không đồng ý. Sau bữa ăn tối, bố của Lauren tỏ ra không đồng ý đám cưới của con gái mình với Stu. Sau đó, nhóm bạn đi uống bia, cùng nhau đốt lửa trại, ăn kẹo dẻo và chúc mừng hạnh phúc Stu và Lauren.
Sáng hôm sau, Phil, Stu và Alan cùng với gã giang hồ Leslie Chow mà cả nhóm đã kết bạn sau chuyến đi Las Vegas, cùng nhau tỉnh dậy trong một phòng khách sạn bẩn thỉu ở Bangkok. Stu thức dậy với khuôn mặt bị xăm (hình xăm giống của Mike Tyson), Alan thì bị cạo trọc đầu, trong phòng còn có một con khỉ mũ. Họ không thấy Teddy nhưng tìm thấy một ngón tay bị cắt lìa. Leslie hồi tưởng lại chuỗi sự kiện xảy ra đêm trước đó nhưng bị sốc thuốc sau khi hít cocaine. Cả nhóm hoảng loạn tưởng Leslie đã chết và tìm cách phi tang xác của gã trong thùng nước đá.
Thật ra Doug đã rời khỏi nơi cắm trại từ sớm và vẫn còn ở khu nghỉ dưỡng, ba người còn lại tới đồn cảnh sát để bảo lãnh Teddy nhưng hóa ra là một nhà sư ngồi xe lăn, người biết hết những chuyện đã xảy ra đêm trước đó, tuy nhiên nhà sư lại không muốn tiết lộ bất cứ thông tin gì vì đã thề không nói gì hết. Sau khi tìm được một danh thiếp, cả nhóm tới một khu nhà máy bỏ hoang và tiệm xăm mình nơi Stu đã xăm, phát hiện ra rằng cả nhóm đã có cuộc ẩu đả lớn. Cả ba đưa nhà sư về ngôi chùa và quyết định ngồi thiền tĩnh tâm sau khi nghe nhà sư khuyên bảo. Alan nhớ ra cả nhóm đã tới câu lạc bộ thoát y White Lion, khám phá ra rằng Stu đã quan hệ tình dục với một vũ nữ thoát y chuyển giới tên Kimmy. Sau khi rời câu lạc bộ thoát y, cả nhóm bị hai tên giang hồ người Nga tấn công, chúng lấy lại con khỉ và bắn vào tay của Phil.
Sau khi Phil được băng bó vết thương, Alan thú nhận rằng đêm trước đó anh đã bỏ thuốc vào kẹo dẻo cùng với thuốc giãn cơ và thuốc trị ADHD nhằm chơi khăm Teddy nhưng lại vô tình trộn chung cho cả nhóm. Phil và Stu rất tức giận vì Alan lại chuốc thuốc họ lần nữa. Stu đổ lỗi cho Alan vì đã phá hủy cuộc đời anh và tấn công Alan. Phil đứng ra giảng hòa cho cả hai và khuyên bảo rằng họ phải đi cùng nhau chứ không được cãi nhau nữa. Họ phát hiện có một địa chỉ và thời gian hẹn gặp được viết trên bụng của Alan. Nhờ đó mà cả nhóm đã đến gặp gã gangster tên Kingsley - người yêu cầu mật khẩu tài khoản của Leslie Chow để đổi lấy Teddy. Cả nhóm quay lại khách sạn để tìm mật khẩu nhưng phát hiện Leslie vẫn còn sống. Cả nhóm tìm cách đoạt lại con khỉ có giữ mật khẩu trong túi áo của nó từ hai tên giang hồ người Nga sau một cuộc rượt đuổi gây cấn bằng xe hơi, con khỉ bị thương do bị bắn. Sau khi lấy được mật khẩu và đưa con khỉ tới trạm thú y để chữa trị, cả nhóm hoàn thành giao dịch với Kingsley. Đột nhiên, cảnh sát Interpol xuất hiện và bắt giữ Leslie. Hóa ra Kingsley là đặc vụ ngầm, sau đó thừa nhận rằng đã lợi dụng việc Teddy mất tích để bắt giữ Leslie chứ không hề biết Teddy đang ở đâu.
Thất vọng toàn tập vì hết manh mối, Phil gọi điện cho Tracy - vợ của Doug để nói về việc Teddy mất tích. Stu quyết định hoãn lại lễ cưới và sinh sống ở Bangkok cũng như nói rằng Teddy đã chết. Trong khi Alan đang chơi trò Pac-Man thì điện bị cúp, Stu bất ngờ hiểu ra Teddy đang ở đâu. Cả nhóm quay lại khách sạn tìm thấy Teddy nằm trong thang máy do cúp điện, với một ngón tay bị mất. Hóa ra Teddy đã ra ngoài lấy nước đá để bảo quản ngón tay bị chặt đứt nhưng lại bị mắc kẹt trong thang máy do cúp điện. Đám cưới sắp diễn ra, cả nhóm dùng chiếc thuyền của Leslie phóng nhanh tới tiệc cưới.
Cả nhóm đến vừa đúng lúc bố của Lauren quyết định hủy hôn, nhưng Stu có một bài diễn thuyết rằng thực chất anh là một con người rất vui nhộn chứ không phải buồn chán. Quá ấn tượng, bố của Lauren quyết định gả con gái mình cho Stu. Sau khi trao đổi lời thề, Alan tặng Stu một món quà là màn trình diễn của Mike Tyson. Teddy chợt nhớ ra mình đã dùng điện thoại chụp nhiều bức ảnh vào đêm hôm trước và cho cả nhóm và Tyson cùng xem (phát hiện ra Teddy mất ngón tay trong một trò chơi bằng dao) trước khi xóa hết chứng cứ của cuộc ăn chơi của họ lần nữa.

## Diễn viên
- Bradley Cooper trong vai Philip "Phil" Wenneck
- Ed Helms trong vai Stuart "Stu" Price
- Zach Galifianakis trong vai Alan Garner
- Justin Bartha trong vai Douglas "Doug" Billings
- Ken Jeong trong vai Leslie Chow
- Sasha Barrese trong vai Tracy Billings, vợ của Doug
- Jamie Chung trong vai Lauren Srisai, hôn thê của Stu
- Gillian Vigman trong vai Stephanie Wenneck, vợ của Phil
- Mason Lee trong vai Theodore "Teddy" Srisai, em trai của Lauren
- Bryan Callen trong vai Samir, chủ câu lạc bộ thoát y ở Bangkok
- Paul Giamatti trong vai Kingsley / Thám tử Peters, đặc vụ ngầm của Interpol
- Jeffrey Tambor trong vai Sidney "Sid" Garner
- Sondra Currie trong vai Linda Garner, mẹ của Alan và Tracy
- Yasmin Lee trong vai Kimberly "Kimmy"
- Nirut Sirijanya trong vai Fong Srisai, bố của Lauren
- Penpak Sirikul trong vai Joi
- Crystal the Monkey trong vai Con khỉ mũ

Cooper, Helms, Galifianakis, Bartha, Jeong, Barrese, Vigman, và Tambor quyết định tham gia phần tiếp theo này. Mike Tyson cũng tham gia phần này và hát ca khúc "One Night in Bangkok" của ca sĩ Murray Head (1984). Bộ phim cũng là bước đệm ra mắt của Mason Lee là con trai của đạo diễn Lý An. Nick Cassavetes cũng tham gia bộ phim trong vai thợ xăm. Liam Neeson cũng là một phần của bộ phim vốn dĩ là vai của Mel Gibson.

## Sản xuất

### Triển khai và tiền sản xuất
Tháng 4/2009, hãng Warner Bros thuê đạo diễn Todd Phillips đồng viết kịch bản với Scott Armstrong để cho ra đời phần tiếp theo của The Hangover. Thỏa thuận được dàn xếp chỉ 2 tháng trước khi phần đầu tiên được ra mắt vào tháng 6/2009 vì kết quả khả quan sau khi xem thử cũng như trailer gây được nhiều sự chú ý từ khán giả ở ShoWest. Nhà biên kịch của phần đầu tiên là Scott Moore và Jon Lucas quyết định không viết tiếp nữa, Jon phát biểu "Chúng tôi đã xong việc của mình ở phần đầu tiên và không muốn viết kịch bản The Hangover cả đời".
Tờ Variety vào tháng 7/2009 cho biết phần 2 bắt đầu ghi hình vào tháng 10/2010 để kịp ra mắt vào ngày 26/5/2011, giống như phần đầu tiên. Cũng vào tháng 7, diễn viên Zach Galifianakis phát biểu trong bài phỏng vấn với tờ Latino Review rằng bối cảnh lần này sẽ là ở Thái Lan. "Chúng tôi sẽ tới Thái Lan, vấn đề ở đây là phần 2 được hi vọng sẽ nối tiếp thành công của phần 1 vốn dĩ rất khó khăn. Vì thế chúng tôi ra ý tưởng về chuyện bắt cóc. Mô típ tiệc độc thân cũng sẽ không được dùng lại nữa và chúng tôi sẽ ghi hình ở một địa điểm hoàn toàn mới lạ. Đó là tất cả những gì tôi biết".
Vào tháng 1/2010, Todd đính chính là Zac Efron sẽ không tham gia phần 2, mặc dù Ed Helms nói rằng việc Zac Efron xuất hiện sẽ rất thú vị, "Tôi thích Zac, anh ấy rất hài hước".
Vào tháng 3/2010, Todd phủ nhận việc bộ phim sẽ được ghi hình ở México hoặc Thái Lan, "Tôi không biết nữa, có rất nhiều lời đồn. Như việc chúng tôi sẽ tới México hoặc gì đó nhưng cả hai đều sai". Cũng vào tháng 3, Zach Galifianakis và dàn diễn viên cũ đã đồng ý và ký hợp đồng tham gia phần tiếp theo.
Bradley Cooper nói rằng "cả nhóm quyết định nhanh gọn lẹ" để giữ lại mạch câu chuyện. "Tôi nhớ cả nhóm từng tham gia một buổi chụp hình cho tạp chí Vanity Fair, và đó cũng là lần đầu tiên chúng tôi bàn về phần tiếp theo một cách rõ ràng nhất; cả nhóm trong một căn phòng và đưa ra quyết định là 1 là từ bỏ kế hoạch hay 2 là tiếp tục. Chúng tôi đều đồng ý và không bận tâm gì thêm nữa".
Vào tháng 6/2010, trước khi nhận giải Nam diễn viên của năm thuộc giải Spike Guys Choice, Todd Phillips thông báo rằng sẽ ra mắt The Hangover phần 2 và hi vọng sẽ ghi hình từ ngày 15/10/2010 để ra mắt vào ngày 4/7/2011.
Vào tháng 7/2010, bộ phim được ấn định sẽ có bối cảnh ở Thái Lan dù phát biểu trước đó của Todd đã phủ nhận nhằm đánh lạc hướng khán giả. Tháng tiếp đó, Bradley khẳng định rằng mọi lời đồn đoán đều chính xác và hi vọng sẽ được sớm ghi hình ở Thái Lan.
Vào tháng 10/2010, Todd khẳng định bối cảnh chính xác sẽ là thủ đô Bangkok ở Thái Lan và Los Angeles và dàn diễn viên sẽ được giữ nguyên.

### Ghi hình
Với chi phí 80 triệu USD, quá trình ghi hình đầu tiên được ghi hình ở Ontario, California từ ngày 8/10/2010 cùng với hình ảnh hậu trường được thông báo vài ngày sau đó. Có thông tin cho rằng nữ diễn viên Heather Graham sẽ không tham gia phần tiếp theo với vai Jade trong phần trước. Cùng lúc đó, có tin Mel Gibson sẽ đảm nhận vai thợ xăm ở Bangkok trong phim. Bốn ngày sau đó, hãng Warner Bros và hãng Legendary Pictures cùng đạo diễn Todd khẳng định Mel Gibson sẽ không tham gia phần này. Todd cho biết: "Tôi nghĩ rằng nếu Mel tham gia phần này thì sẽ rất tuyệt, tôi cũng có sự ủng hộ từ Jeff Robinov và đội ngũ của ông ấy. Nhưng tôi nhận ra rằng quá trình làm phim là cả một quá trình dài tốn hơi nhưng đáng tiếc là nhóm của chúng tôi không có đủ khả năng hỗ trợ". Liam Neeson được chọn vào vai của Mel Gibson do Bradley Cooper giới thiệu vì từng làm việc với Liam trong bộ phim The A-Team. Liam Neeson cũng là fan hâm mộ của bộ phim phát biểu: "Tôi nhận được cuộc gọi thông báo cho buổi ghi hình tầm một ngày ở Bangkok với vai diễn thợ xăm thế là tôi đồng ý". Mel Gibson rất tức giận vì quyết định này. Một nguồn tin cho biết Mel nói rằng: "Anh ấy không hiểu vì sao Mike Tyson cũng từng nghiện ngập lại được giao một vai trong khi Mel lại bị từ chối. Ai cũng xứng đáng có cơ hội thứ hai".
Vào tháng 11/2010, có thông tin cho rằng nữ diễn viên Jamie Chung được chọn cho vai diễn hôn thê của Stu và bộ phim được đặt tên là The Hangover phần 2. Trong một bài phỏng vấn, Todd tiết lộ rằng Mike Tyson sẽ tiếp tục tham gia phần này. Cũng vào tháng 11, có tin diễn viên Paul Giamatti sẽ tham gia bộ phim. Cũng có tin cựu Tổng thống Mỹ Bill Clinton sẽ tham gia một vai nhỏ trong quá trình ghi hình ở Bangkok trong dịp ông tham dự một bài diễn thuyết về năng lượng sạch. Ed Helms khẳng định rằng Bill Clinton không hề tới thăm phim trường và nếu Bill Clinton có tham gia thì sẽ là một bất ngờ lớn.
Tháng 12/2010, có tin Bryan Callen từng tham gia phần đầu tiên trong vai chủ nhà thờ sẽ tham gia phần này, trong vai chủ câu lạc bộ thoát y ở Bangkok. Cũng vào tháng 12, diễn viên thế vai người Úc là Scott McLean bị thương nghiêm trọng trong một pha đóng thế gần Bangkok. Hãng Warner Bros công bố là tình trạng của Scott cũng đã được kiểm soát và hi vọng sẽ phục hồi nhanh.

### Hậu sản xuất
Tháng 2/2011, có thông tin cho rằng Christophe Beck sẽ hợp tác lại với đạo diễn Todd Phillips để hoàn thành bộ phim. Đây là bộ phim đánh dấu lần hợp tác thứ 4 giữa cả hai, trước đó là các phim như School of Scoundrels, The Hangover và Due Date.
Tháng 4/2011, tờ Variety nói rằng vai diễn thợ xăm của Liam Neeson đã bị hủy bỏ và Nick Cassavetes là người thế vai. Trong quá trình dựng phim, Todd đã cắt bỏ phần của Liam Neeson, nghĩa là không còn gì để làm tiền đề để phần tiếp theo diễn ra trong phim. Ba tuần sau, Todd quyết định ghi hình lại nhưng Liam Neeson lại đang ở Luân Đôn ghi hình phim Wrath of the Titans cho nên ông không thể tham gia. Todd giải thích: "Chúng tôi đang rất vội nên đã gọi điện cho Nick để hỏi là anh ấy tham gia vai này được không? Anh ấy liền tới và ghi hình lập tức và đó là cảnh mọi người thấy trong phim. Hóa ra không tệ như tôi tưởng".